# إل ليسيتزكي
إل ليسيتزكي (بالروسية: Лисицкий, Лазарь Маркович)‏ هو فنان روسي، ولد في 23 نوفمبر 1890 وتوفي في 30 ديسمبر 1941. مصمم، مصور، معلّم و طبّاع.

## أعماله
- كان أحد أهم فناني الطليعة الروسية حيث ساعد على تطوير السوبرماتيزم أو (المثالية) مع صديقه وناصحه كازيمير ماليفيتش.
- صمّم عروضَاً عديدة، واشتغل في أعمال الدعاية للاتحاد السوفيتي السابق.

عمله أَثّر على حركة بوهوس كثيراً وحركة البنّائين وحركات دي ستيجل وجرّب تقنيات الإنتاج بأدواتِ ستيلية تلك التي تستمر بالسيطرة على تصميم نقوش القرن العشرين.

## مهنته
مهنة ليسيتزكي كاملة كانت تقوم على الاعتقاد بأن الفنان يمكن أن تكون وكيلاً للتغييرِ، حيث لخّصَ هذا لاحقاً بمرسومه، "das zielbewubte Schaffe" (الخَلْق الموجه لمهمّة). في عام 1941 أنتج أحد أعماله المعروفة الأخيرة وهي ملصق دعاية سوفيتيِ حيث يحشّد الناس لبناء دبابات أكثرِ للمعركة ضدّ ألمانيا النازية.

## روابط خارجية
- إل ليسيتزكي على موقع IMDb (الإنجليزية)
- إل ليسيتزكي على موقع الموسوعة البريطانية (الإنجليزية)
- إل ليسيتزكي على موقع ميوزك برينز (الإنجليزية)
- إل ليسيتزكي على موقع ديسكوغز (الإنجليزية)